# Boussinesqovo číslo
Boussinesqovo číslo {\displaystyle \beta } [-] je v hydraulice bezrozměrný parametr, který vyjadřuje poměr skutečné hybnosti proudu k hybnosti proudu vyjádřené ze střední průřezové rychlosti {\displaystyle v} (viz např. ). Dá se odvodit základní vztah
{\displaystyle \beta ={{\int _{S}u^{2}dS} \over {v^{2}S}}\doteq {\sum {u_{i}^{2}\Delta S_{i}} \over {v^{2}S}}}
kde {\displaystyle u} [ms−1] je místní (bodová) rychlost, {\displaystyle v} [ms−1] střední průřezová rychlost, {\displaystyle S} [m2] průtočná plocha, {\displaystyle u_{i}} [ms−1] bodová (místní) rychlost příslušná dílčí ploše {\displaystyle \Delta S_{i}} [m2] příčného profilu. Jak je zřejmé ze vzorce, závisí na tvaru průtočného průřezu a rozdělení místních rychlostí po průřezu.
Přibližně se dá Boussinesqovo číslo odhadnout ze vztahu
{\displaystyle \beta =1+{\Bigl (}{u_{max} \over v}-1{\Bigr )}^{2}}
kde {\displaystyle u_{max}} [ms−1] je maximální hodnota místní rychlosti v příčném profilu.
Hodnoty Boussinesqova součinitele se pro přímá koryta a potrubí pohybují zhruba v rozmezí {\displaystyle \beta =1{,}01-1{,}12}.